# Devin Asiasi
Devin Timothy Soane Asiasi (14 agosto 1997) è un giocatore di football americano statunitense che milita nel ruolo di tight end per i Cincinnati Bengals della National Football League (NFL).

## Carriera

### New England Patriots
Jennings al college giocò a football a Michigan (2016) e UCLA (2018-2019). Fu scelto nel corso del terzo giro (91º assoluto) del Draft NFL 2020 dai New England Patriots. Passò i primi tre mesi della stagione in lista infortunati. Nell'ultimo turno contro i New York Jets ricevette i primi due passaggi per 39 yard e segnò un touchdown.

### Cincinnati Bengals
Il 31 agosto 2022 Asiasi firmò con i Cincinnati Bengals.